# Ankogel
El Ankogel es una montaña de 3 252 m sobre el nivel del mar, ubicada cerca de Mallnitz en el noroeste de la Tierra de Carintia en Austria.
El Ankogel fue escalado por primera vez por un campesino llamado Patschg en 1762, una de las primeras escaladas de una cumbre de más de 3000 metros, y el primer glaciar de los Alpes de la historia. La primera ascensión turística la realizó Karl Thurwieser en 1822.
Desde la montaña se tiene una vista de casi 30 picos circundantes que superan los 3000 m. El parque nacional Hohe Tauern se encuentra en las inmediaciones.

## Área de esquí

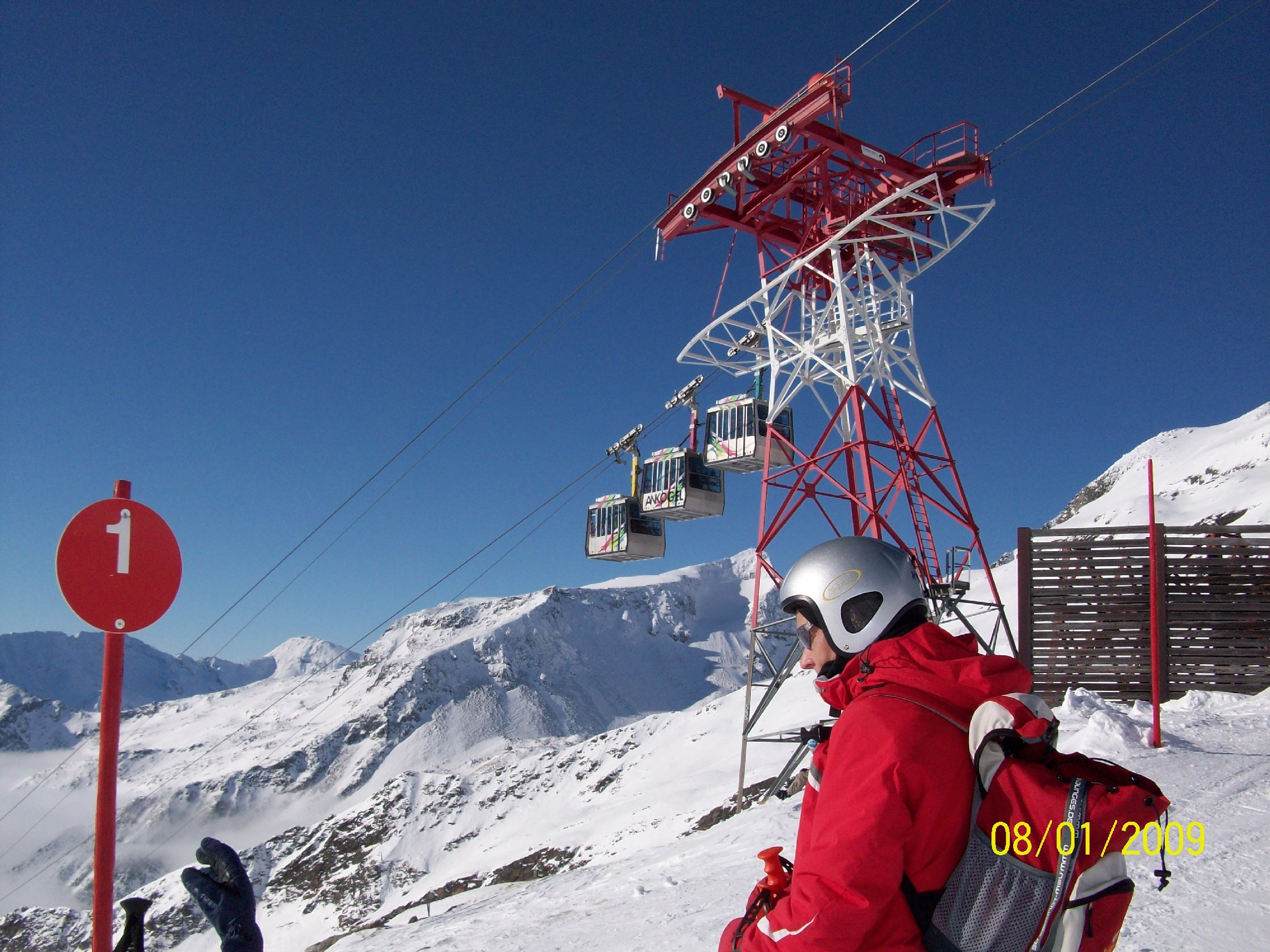
Estación de esquí de Ankogel con teleférico, encima de Mallnitz.

Ankogel también se refiere a una estación de esquí de tamaño mediano que se instaló en las laderas de la montaña. El esquí fue documentado allí por el club alpino local ya en 1904.
Los remontes, que operan a partir de las 8:30 de la mañana, están compuestos principalmente por los dos teleféricos que conectan la zona de altura desde el aparcamiento situado en el fondo del valle. Este último se encuentra a pocos kilómetros río arriba del pueblo de Mallnitz, y está conectado por un skibus. El bajo flujo horario de las instalacione - el teleférico sale a intervalos de 10 minutos - y su relativa incomodidad explican sin duda en parte el bajo uso de la estación. En 2011 existía un proyecto para construir un telesilla en las alturas de la estación, que también permitiría el desarrollo de algunas pistas adicionales a la derecha de la zona esquiable.
La zona de esquí es la tercera más alta de Carintia, después de las estaciones vecinas de Mölltaler Gletscher y Heiligenblut. Esto le da un nivel de nieve relativamente seguro, así como numerosas posibilidades de esquí fuera de pista en la parte superior de la zona. La zona más elevada también es servida por dos remontes paralelos. El camino de regreso al valle tiene un desnivel total de 1349 m. En cuanto a la parte inferior del área, ubicada debajo del primer teleférico, se traza directamente en el bosque y se cubre de nieve con cañones de nieve si es necesario. Las pendientes son más empinadas.
La estación del teleférico se encuentra, al igual que la pequeña zona de principiantes, al otro lado de un río. Por lo tanto, esto requiere caminar unos minutos cada vez para poder llegar al teleférico.
La estación es miembro de las estaciones de esquí Ski) Hit y TopSkiPass Kärnten & Osttirol. También coopera con Mölltaler Gletscher, que pertenece al mismo grupo "Schultz Gruppe", para un paquete de estadía conjunta.